# Erhard Steininger
Erhard P. Steininger ist ein österreichischer Waffenlobbyist, der im Zuge der Eurofighter-Affäre mediale Aufmerksamkeit erfahren hat und als eine Schlüsselfigur des Eurofighter-Untersuchungsausschusses im Parlament galt.
Steininger war in den 1980er und 1990er Jahren als Lobbyist für den schwedischen Rüstungskonzern Bofors tätig, trat aber ab 2001 für dessen Konkurrenten EADS auf. 
Im April 2007 verweigerte Steininger im Eurofighter-U-Ausschuss die Aussage mit der Begründung, Schadenersatzforderungen seines früheren Arbeitgebers EADS aus Vertraulichkeitsvereinbarungen zu fürchten.  
Später stellte sich heraus, dass Steininger von 2002 bis 2009 fast 17 Millionen Euro von EADS erhalten hatte. Der Großteil dieser Zahlungen wurde absichtlich erst nach Ende des 2006/2007 laufenden Eurofighter-Untersuchungsausschusses geleistet. 7,8 Millionen Euro der von EADS an Steininger bezahlten Summe flossen als Werbe- und PR-Budget an eine Werbeagentur des FPÖ-Bundesgeschäftsführers und späteren BZÖ-Wahlkampfleiters Gernot Rumpold weiter. Das führte zum Verdacht der illegalen Parteienfinanzierung, die jedoch nie nachgewiesen werden konnte. Weitere 87.600 Euro wurden von Steininger 2002 auf ein Bankkonto einer Firma der Frau des Luftstreitkräftechefs Erich Wolf (dessen Trauzeuge Steininger gewesen war) überwiesen. Weitere 28.500 Euro gingen über Steininger an den FPÖ-Kommunikationschef Kurt Lukasek. In einem Artikel der Wiener Zeitung wies Steininger alle Vorwürfe von sich, räumte jedoch ein, dass die Optik ungünstig sei.
Steininger zeigte Journalisten 2007 seinen nackten Hintern, nachdem diese gefragt hatten, warum er fast 6 Millionen Euro an den Werber der FPÖ gezahlt habe.
2011 stellte die Staatsanwaltschaft – ohne Bankkonten geöffnet zu haben – die Ermittlungen gegen Steininger ein, was vom Rechtsschutzbeauftragten als "unerträgliche Fehlentscheidung" gewertet wurde.